# Гирс, Фёдор Карлович
Фёдор Карлович Гирс (4 (16) января 1824 года — 23 января (4 февраля) 1891 года) — государственный деятель Российской империи, действительный тайный советник.

## Биография
Фёдор Гирс родился 4 января 1824 года; из дворян шведского происхождения, сын почтмейстера. Его братья: Александр (сенатор, видный деятель крестьянской реформы 1861 года) и Николай (министр иностранных дел). 
Получил образование в Училище правоведения и 13 июня 1844 г. поступил на службу в 5-й департамент Сената, откуда через 3 года перешёл в Министерство юстиции и занимал места председателя Симбирской палаты гражданского суда, Псковского губернского прокурора, исполняющего дела юрисконсульта министерства (1857) и председателя Минской уголовной палаты.
С 1857 года был правителем канцелярии Новороссийского генерал-губернатора; 29 сентября 1859 г. произведён в действительные статские советники; в 1860 г. ему пожалованы 2000 десятин в Самарской губернии, а в 1863 г. он назначен членом Совета министра внутренних дел. Был командирован в Тульскую и Калужскую губернии для собирания сведений по делам городского хозяйства и о влиянии крестьянской реформы на сельское хозяйство, а затем наблюдал в Нижегородской, Казанской, Симбирской, Самарской и Саратовской губерниях за передачею запасных магазинов, находящихся в помещичьих имениях, в распоряжение крестьянского общества.
В 1865 г. назначен председателем комиссии для изучения быта киргизов и начал, на которых должно быть устроено управление степями; выработанные комиссией начала послужили основанием для Положения об управлении Туркестанского края и степных областей.
15 июля 1867 года произведён в тайные советники, а 30 августа 1880 года в действительные тайные советники.
В 1882 году ревизовал Туркестан; результатом ревизии было преобразование управления Туркестанским краем.
В 1888 г. был командирован на Кавказ для урегулирования отношений между светскими властями и армянским духовенством по надзору за народным образованием. На Кавказе Гирс заболел «персидской» болотной лихорадкой, и с тех пор здоровье его пошатнулось.
В 1888 г. по возвращении в Петербург он был назначен президентом Евангелическо-лютеранской консистории.
15 января 1891 г. Гирс, будучи совершенно больным, открыл собрание генеральной консистории, а 23 января скончался. Погребен в Петербурге на кладбище Воскресенского Новодевичьего монастыря, рядом с захоронением старшего брата, сенатора Александра Гирса (Средняя часть, уч. 6).
Гирс имел ордена св. Станислава 1-й ст. (1866), св. Анны 1-й ст. (1868), св. Владимира 2-й ст. (1871), Белого Орла (1875) и св. Александра Невского (1882, алмазные знаки 1884).
Фёдор Карлович Гирс был женат на Наталье Ивановне Таптыковой (урождённой Блок), тёте Александра Блока, владелице имения Ивановское.